# Liste des guest stars dans Friends
Plusieurs guest stars sont venues honorer de leur présence la série Friends.
- Haut – A
- B
- C
- D
- E
- F
- G
- H
- I
- J
- K
- L
- M
- N
- O
- P
- Q
- R
- S
- T
- U
- V
- W
- X
- Y
- Z

## A
- Christina Applegate (VF : Véronique Soufflet) - Amy Green, sœur de Rachel (9-08 et 10-05)
- David Arquette (VF : Laurent Morteau) - Malcolm, admirateur obsessionnel d'Ursula qui devient le petit ami de Phoebe (3-03)
- Hank Azaria (VF : Gérard Rinaldi) pour la saison 1 puis (VF : Bernard Bollet) - David, scientifique et petit ami de Phoebe (1-10, 7-11, 9-06, 9-22 et 9-23)
- Jason Alexander (VF : Philippe Ogouz) - Earl, client dépressif de Phoebe au téléphone (7-13)
- Sasha Alexander - Journaliste qui interviewe Joey lorsqu'il joue dans les "Jours de notre vie" (8-19)

## B
- Obba Babatundé (VF : Antoine Tomé) - le chorégraphe (3-12)
- Bob Balaban (VF : Jean-Luc Kayser) - Frank Buffay, père de Phoebe (5-13)
- Alec Baldwin (VF : Bernard Lanneau) - Parker, petit ami de Phoebe qui prend toujours la vie du bon côté (8-17 et 8-18)
- Catherine Bell - Robin, rencontre Joey et Chandler dans le bus (2-06)
- Selma Blair - Wendy, collègue de travail qui fait des avances à Chandler à Tulsa (9-10)
- Richard Branson (VF : Lionel Melet) - Vendeur de chapeaux à Londres (4-23)
- Paget Brewster (VF : Élisabeth Fargeot) - Kathy, petite amie de Joey, puis de Chandler (4-05, 4-06, 4-07, 4-08, 4-11 et 4-13)

## C
- George Clooney (VF : Patrick Noérie) - Dr. Mitchell (clin d'œil à la série Urgences) (1-17)
- Tom Conti (VF : Maurice Sarfati) - Steven Waltham, père d'Emily et beau-père de Ross (4-24 et 5-01)
- Jennifer Coolidge (VF : Hélène Chanson) - Amanda Buffamonteezi (10-3)
- Robert Costanzo (VF : Francis Lax) - Joey Tribbiani, Sr., père de Joey (1-13)
- Billy Crystal - Tim, client du Central Perk ayant une aventure avec la femme de son ami (3-24)

## D
- Kristin Davis (VF : Élisabeth Fargeot) - Erin, petite amie de Joey (7-07)
- Danny DeVito (VF : Philippe Peythieu) - Roy, stripteaser durant l'enterrement de vie de jeune fille de Phoebe (10-11)
- Peter DeLuise (VF : Emmanuel Karsen) - Carl, un des deux loubards se disputant le canapé du Central Perk avec Ross et Chandler (2-21)
- Tate Donovan (VF : Sébastien Desjours) - Joshua, petit ami de Rachel (4-13, 4-14, 4-16, 4-18 et 4-20)

## E
- Steven Eckholdt (VF : Guillaume Lebon) - Mark Robinson, connaissance de Rachel qui lui obtient un poste et dont Ross est systématiquement méfiant, allant jusqu'à leur prêter une relation totalement infondée

## F
- Morgan Fairchild (VF : Blanche Ravalec) pour saison 1 puis (VF : Céline Monsarrat) - Nora Tyler Bing, mère de Chandler (1-11, 5-08, 7-23, 7-24 et 8-01)
- Dakota Fanning - Mackenzie, petite fille habitant dans la future maison de Monica et Chandler (10-14)
- Jon Favreau (VF : François Leccia) - Pete Becker, petit ami richissime de Monica (3-18, 3-19, 3-21, 3-22, 3-23 et 3-24)
- Sherilyn Fenn (VF : Élisabeth Fargeot) - Ginger, petite amie de Chandler et ex-petite amie de Joey, qui possède une jambe artificielle (3-14)
- Sarah Ferguson - elle-même, elle rencontre Joey à Londres (4-23)
- Conchata Ferrell -  La juge qui évalue la demande d'annulation de mariage de Ross et Rachel (6-05)
- Patrick Fabian - Dan, un infirmier (5-03)

## G
- Teri Garr - Phoebe Abbott, mère biologique de Phoebe (3-25, 4-1 et 4-11)
- Willie Garson - Steve, organisateur de la fête pour Howard (5-15), l'homme de ménage de l'immeuble où vit Ross (à partir de la saison 5)
- Melissa George - Molly, babysitter de Ross et Rachel (9-12 et 9-13)
- Joanna Gleason - Kim Clozzi, supérieure de Rachel chez 'Ralph Lauren'
- Paul Gleason (VF : Claude d'Yd) - Jack, patron de Phoebe dans leur vie alternative (6-16)
- Adam Goldberg - Eddie Minowick, colocataire cinglé de Chandler (2-17, 2-18 et 2-19)
- Jeff Goldblum (VF : Bernard Lanneau) - Leonard Hayes, acteur et directeur d'une audition que passe Joey (9-14)
- Jill Goodacre (en) - elle-même, top-model coincée dans le vestibule d'une banque avec Chandler pendant une coupure de courant générale (1-07)
- Jennifer Grey - Mindy, fiancée de Barry (1-20)
- Arye Gross (VF : Éric Legrand) - Michael, rencard de Rachel dont elle se désintéresse totalement (2-07)

## H
- Larry Hankin - M. Heckles, voisin du dessous de Rachel et Monica (saison 1 et saison 2)
- Charlton Heston (VF : Raymond Loyer) - lui-même, surprend Joey en train de se doucher dans sa loge personnelle (4-14)
- Alexandra Holden (VF : Laëtitia Godès) - Elizabeth Stevens, étudiante et petite amie de Ross (épisode 6-18, 6-19, 6-21, 6-22, 6-24)
- Helen Hunt (VF : Virginie Méry) - Jamie Buchman, confond Phoebe avec Ursula au Central Perk (la serveuse de la série Dingue de toi est également jouée par Lisa Kudrow) (1-16)
- Chrissie Hynde - Stephanie Schiffer, musicienne professionnelle prenant la place de Phoebe au Central Perk (2-06)

## I
- Steve Ireland (VF : Jean-François Kopf) - M. Zelner, patron de Rachel
- Chris Isaak (VF : Bernard Lanneau) - Rob Donnen, engage Phoebe pour chanter lors d'activités pour des enfants dans une bibliothèque (2-12)

## K
- Greg Kinnear (VF : Denis Boileau) - Benjamin Hobart, ex-petit ami de Charlie (10-6)

## L
- Ralph Lauren - lui même (6-8)
- Hugh Laurie (VF : Lionel Melet) - passager voisin de Rachel dans l'avion pour Londres (4-24)
- Ron Leibman (VF : Patrick Floersheim) - Dr Leonard Green, père de Rachel (2-22, 3-07,8-8, 10-13)
- Jon Lovitz (VF : Patrice Dozier) - Steve, client de Phoebe (1-15 et 9-14)

## M
- Louis Mandylor - Carl, "jumeau" plus qu'approximatif de Joey (6-17)
- Elle Macpherson (VF : Ivana Coppola) - Janine Lacroix, colocataire puis petite amie de Joey (6-07, 6-08, 6-09, 6-10 et 6-11)
- Michael McKean (VF : Guy Chapellier) - M. Rastatter, employeur de Monica qui lui demande de confectionner des recettes à partir d'un chocolat au goût douteux (2-08)
- Sam McMurray (VF : Patrick Préjean) - Doug, patron lourdingue de Chandler
- Dina Meyer (VF : Céline Monsarrat) - Kate Miller, actrice de théâtre avec qui Joey travaille et a une aventure (3-19, 3-20 et 3-22)
- Sofia Milos - Aurora, maîtresse de Chandler ayant plusieurs amants (1-6)
- Soleil Moon Frye (VF : Dominique Chauby) - Katie, petite amie rustre de Joey (5-15)
- Dermot Mulroney (VF : Stéphane Ronchewski) - Gavin Mitchell, remplaçant de Rachel durant son congé de maternité chez 'Ralph Lauren' (9-11, 9-12 et 9-13)

## N
- Taylor Negron (VF : Patrick Osmond) - Allessandro, chef étoilé descendu par la critique culinaire de Monica (4-9)
- George Newbern (VF : Olivier Destrez) - Danny, voisin d'immeuble enfumé malencontreusement par Monica et Rachel et qui a une relation furtive avec cette dernière

## O
- Gary Oldman (VF : Luc Boulad) - Richard Crosby, collègue acteur et postillonneur de Joey (7-23 et 7-24)
- Emily Osment - Lelani Mayolanofavich, jeune fille à qui Rachel donne un chèque lors de la fête d'Halloween (8-6)

## P
- Sean Penn (VF : Emmanuel Karsen) - Eric, petit ami d'Ursula puis de Phoebe (8-6 et 8-7)
- Dedee Pfeiffer (VF : Rafaèle Moutier) - Mary Ellen Jenkins, amie que Phoebe présente à Joey alors que ce dernier doit lui présenter son ami Mike (9-3)
- Maria Pitillo (VF : Catherine Privat) - Laura, assistante sociale de Monica et Chandler qui a eu une aventure avec Joey (10-7)
- Brad Pitt (VF : Bernard Gabay) - Will Colbert, ami de lycée de Monica et farouche opposant à Rachel (8-9)
- Freddie Prinze Jr. (VF : Mathias Kozlowski) - Sandy, nounou de Rachel et Ross (9-6)
- Ellen Pompeo - Missy Goldberg, ancienne camarade de Ross et Chandler à l'université (10-11)
- Emily Procter (VF : Natacha Gerritsen) - Annabel, copine de Joey (2-2)

## R
- Michael Rapaport - Gary, petit ami flic de Phoebe (5-16, 5-17, 5-20 et 5-21)
- Denise Richards (VF : Laurence Sacquet) - Cassie, cousine de Ross et Monica (7-19)
- Julia Roberts (VF : Céline Monsarrat) - Susie Moss, ancienne camarade de classe de Chandler (2-13)
- Rebecca Romijn (VF : Blanche Ravalec) - Cheryl, petite amie bordélique de Ross (4-2)
- Isabella Rossellini (VF : Isabelle Maudet) - elle-même, fantasme sexuel ultime de Ross qui passe par hasard au Central Perk (3-05)
- Debra Jo Rupp (VF : Claude Chantal) - Alice Knight, professeure, petite amie, puis femme de Frank Buffay Jr. (3-18, 4-11, 4-12, 4-17, 5-3, 7-17)
- Winona Ryder (VF : Anne Rondeleux) - Melissa Warburton, ancienne colocataire de faculté de Rachel qui en pince pour elle (7-20)

## S
- Susan Sarandon (VF : Évelyn Séléna) - Cecilia Monroe, actrice dans la série Les Jours de notre vie (7-15)
- Jennifer Saunders - Andrea Waltham, belle-mère d'Emily (4-24 et 5-01)
- Charlie Sheen (VF : Thierry Redler) - Ryan, petit ami sous-marinier de Phoebe (2-23)
- Brooke Shields (VF : Isabelle Maudet) - Erica Ford, admiratrice timbrée de Joey (2-12)
- Rena Sofer - Katie, vendeuse dans un magasin de fournitures pour bébés qui drague Ross (8-21).
- Marla Sokoloff - Dina Tribianni, une des sœurs de Joey (8-10)
- Bonnie Somerville - Mona, petite amie de Ross rencontrée au mariage de Monica et Chandler (8-01, 8-05, 8-06, 8-08, 8-11, 8-15 et 8-17)
- Brent Spiner - James Campbell, futur employeur de Rachel avec qui il a rendez-vous au restaurant (10-14)
- Cole Sprouse (VF : Hervé Grull) dans l'épisode 10 de la saison 8 - Ben, le fils de Ross et Carol (6-15 , 7-9, 7-10, 7-16, 8-1, 8-10, 8-12)
- John Stamos (VF : Olivier Destrez) - Zack, collègue de Chandler (9-22)
- Ben Stiller - Tommy, petit ami hystérique de Rachel (3-22)
- Trudie Styler - elle-même, épouse de Sting que Phoebe ira rencontrer chez elle (8-10)

## T
- Christine Taylor (VF : Malvina Germain) - Bonnie, amie de Phoebe qui se met en couple avec Ross (3-24, 3-25)
- Lea Thompson - Caroline Duffy (personnage principal de la série Caroline in the City), passante dans la rue qui rencontre Joey et Chandler en train de promener Ben, et qui croit qu'ils sont gays.
- Marlo Thomas - Sandra Green, la mère de Rachel
- Ian Thorpe - figurant, boit un café en arrière-plan au Central Perk (7-07)
- Lauren Tom (VF : Stéphanie Murat) - Julie, petite amie avec qui Ross rentre de Chine (1-24, 2-1, 2-2, 2-4, 2-7, 2-8, 2-10)
- Kathleen Turner (VF : Michèle Bardollet) - Charles « Helena » Bing, mère transgenre de Chandler (7-22, 7-23 et 7-24)

## U
- Gabrielle Union - Kristen Lang, conquête que se disputent Joey et Ross (7-17)

## V
- Brenda Vaccaro (VF : Maaike Jansen) - Gloria Tribbiani, mère de Joey (1-13)
- Jean-Claude Van Damme (VF : Gérard Rinaldi) - lui-même, acteur dans un film qui se tourne en plein New York (2-13)
- Michael Vartan (VF : Adrien Antoine) - Dr Timothy Burke, fils de Richard Burke (4-08)
- Vincent Ventresca (VF : Lionel Tua) pour la saison 1 / (VF : Antoine Nouel) pour la saison 2 - Bob « le marrant », copain blagueur de la bande (1-10 / 2-10)

## W
- Fred Willard (VF : Jean-Claude Robbe) - M. Lipson, patron du zoo dans lequel le singe Marcel a été placé (2-12)
- Olivia Williams - Felicity, demoiselle d'honneur d'Emily (4-24)
- Robin Williams - Thomas, client cocu du Central Perk (3-24)
- Bruce Willis (VF : Patrick Poivey) - Paul Stevens, père d'Elizabeth Stevens, la petite amie de Ross (6-21, 6-22 et 6-23). Il aurait accepté de venir jouer dans Friends à la suite de sa rencontre avec Matthew Perry sur le tournage du film Mon voisin le tueur (The Whole Nine Yards)[1].
- Reese Witherspoon (VF : Aurélia Bruno) - Jill Green, sœur consumériste de Rachel (6-13 et 6-14)
- Max Wright (VF : Jean-Claude Montalban) - Terry, 1er gérant du café Central Perk (1-9, 2-6)
- Noah Wyle (VF : Éric Missoffe) - Dr. Jeffrey Rosen, médecin à l'hôpital (clin d'œil à la série Urgences) (1-17)

## Z
- Steve Zahn (VF : Emmanuel Karsen) - Ducan, mari homosexuel de Phoebe (2-4)